# Hammer Ebnath

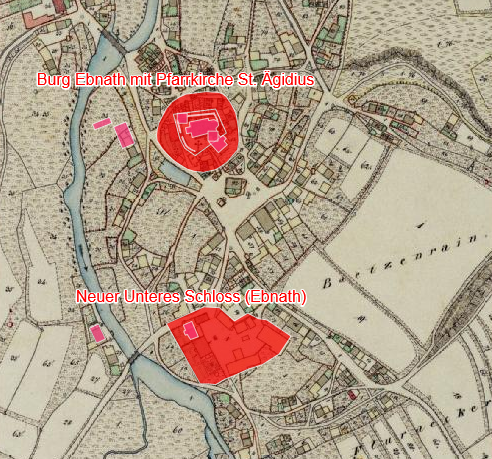
Hammer Ebnath unterhalb der Burg Ebnath

Wappen von Ebnath

Der Hammer Ebnath war ein Eisenhammer in dem gleichnamigen oberpfälzer Ort Ebnath. Das Werk wurde von einem heute verschwundenen Nebenarm der Fichtelnaab im Burggraben unterhalb der Burg Ebnath betrieben. Noch heute zeugt das Wappen der Gemeinde mit einem Eisenhammer im Schildhaupt von der dortigen frühen Eisenerzeugung.

## Geschichte
Es ist davon auszugehen, dass das Hammerwerk zu Ebnath bereits vor 1362 bestand. In diesem Jahr verkauft Pfalzgraf Ruprecht I. den Hammer zu Ebenode Wolfeln dem Kamerer, Bürger von Amberg. Dazu durfte er hauen in „unsern Wäldern und Forsten wie alle unsere Bürger zu Amberg und in unserem Lande“. Diese Versorgung mit Holzkohle war eine unabdingbare Voraussetzung zum Betrieb eines Hammerwerkes. Allerdings ist der Hammer nicht im Verzeichnis der Oberpfälzer Hammereinigung von 1387 aufgenommen, da das Werk ein Blech- und kein Schienhammer war, und nur die Letzteren wurden als eisenproduzierendes Werke in die Hammereinigung aufgenommen; Blechhämmer wurden erst ab 1464 in die Einigung eingegliedert.
1413 muss von dem Hammer Ebnod Geldzins zu Walpurgis (25. Februar) und Machaelis (29. September) bezahlt werden. 1426 wird hier der Hammer zu Ebnath wieder genannt, der damals von den Herren von Hirschberg um 220 fl von den Vorbesitzern zusammen mit der Gutsherrschaft Ebnath erkauft wurde. Auch in den späteren Lehensurkunden wird dieser Hammer immer erwähnt, und zwar mit der Bestimmung, dass im Falle eines Rückkaufs diese Summe mit abgelöst werden müsse (etwa heißt es in dem Lehensrevers des Sebastian von Hirschberg vom 14. Dezember 1477, „und wan der obgenannte unser gnediger herr, herr Ludwig … die obgenannte veste Ebenod mit dorffern und andern zugehorungen losen und zu iren handen bringen werden, wollen sie dann den obgenannten hammer mit seinen zugehörungen auch die 220 gulden mit den obgenannten vesten Ebenoten losen“).
Wichtig für die Entwicklung des Eisengewerbes rund um Ebnath war die Schürferlaubnis, die Kurfürst Philipp von der Pfalz den Brüdern Hermann und Hans von Hirschberg bereits im April 1478 in zwei bis drei Meilen „umb den Melmeusel und in der Zwisel und am Meringer pach“ auf allerles Metall, „es sey gold, silber, kupfer, zinn, pley, quecksilber oder eysen, alles und yedes“ gab; mit der Übergabe des Bergregals waren weitere Ermächtigungen verbunden, „doselbst heuser, wonungen, wismat, acker und garten machen und pauen“ zu können, „desgleichen auch den hammer zu Melmeusel pauen … oder einen anderen hammer, schmelzhütten oder rennherd zu machen“.
An der Außenseite der Pfarrkirche St. Ägidius von Ebnath ist ein Grabstein des Hammermeisters Johann ///// zu Ebnath († 1618) angebracht. Weitere Epitaphien in der Kirche beziehen sich auf Margaretha von Altmannshausen († 16. Januar 1676), geb. Rehlingen zu Horgau, Gemahlin des Hammerherrn Johann Ernst von Altmannshausen zu Neuenthann, Landrichter zu Waldeck.
1630 besitzt Carl Schreyer den Blechhammer zu Ebnath. In einem Bericht des Johann German Barbing an den Kurfürst Ferdinand Maria vom 16. Januar 1666 über den Stand des Bergbau- und Hammerwesens in der Oberpfalz wird über Ebnath überliefert: „Ain hammer zu Ebnath, welchen Hans Sigmund Schreyer innenhat und denen von Hirschberg mit der niedern gerichtsbarkeit unterworffen, auch dermalen gangbar ist. Das erz nimbt Schreyer zu Neuensorg und Riglasreuth, so aber schlecht ist. – Dann hat Niclas Schreyer einen gangbaren hammer zu vorbesagten Ebnath, warzu er das erz an erst hiervor bemelten [= genannten] orten abholet. – Ferner so hat auch Carl Schreyer also zu Ebnath einen hammer, so aber ungangbar und ganz öd ligt, welchen er wieder aufzupauen nit vermag.“ Es sind hier also drei Hammerwerke genannt. Ebenso wird ein Hammer zu Niederlinden erwähnt, das damals zur Hofmark Ebnath gehörte; hierzu heißt es: „Ein Hammer zu Niederlinden, in der Hofmark Ebnath, Balthasar Paur gehörig, zwar gangbar, jedoch durch ihn nicht, sondern durch den von Altmannshausen als Bestandtner des Fichtelberg-Bergwerks, dem solcher ‚bestandweis‘ überlassen ist, bestellt und allda eben genanntes schlechtes ‚Ärzt‘ verarbeitet wird.“
Am 30. November 1670 hat Johann Ernst von Altmannhausen, churfürstlicher Oberwachtmeister zu Fuß und Landrichter von Waldeck, den öd liegenden Hammer im Dorf Ebnath von Wolf Adam von Hirschberg zu Schwarzenreuth und dessen Sohn Johann Christoph Gottfried zu Ebnath mit 25 Tagwerk Feld und 17 Tagwerk Wiesen erworben. Zuvor hatte Niklas König den Hammer in Bestand. Ernst von Altmannhausen hatte in der hiesigen Gegend bereits am 8. Mai 1658 den Hammer Oberlind bestandsweise von Otto Lefen übernommen und den Hammer Niederlind, heute Unterlind, 1664 zuerst von Balthasar Bauer pachtweise und dann 1674 durch Kauf ganz an sich gebracht. Er musste allerdings 1689 wegen des Vorwurfs der Unterschlagung von Einnahmen gegenüber dem Landesherrn fluchtartig das Land verlassen; zu einem Schuldspruch gegen ihn kam es jedoch nicht. Über das weitere Schicksal des Hammers im Dorf ist nichts mehr bekannt, vermutlich wurde er nach dem Abgang des Ernst von Altmannhausen nicht mehr in Betrieb genommen, die Mauern verfielen, Zulaufgräben und Stauweiher („Schulweiher“ genannt) wurden verfüllt und nichts mehr deutet auf das frühere Werk hin.
Bei der letzten Belehnung mit dem Mannritterlehen Ebnath an die Hirschberger am 14. November 1799 werden hier noch mehrere Eisenwerke genannt, und zwar der Waffenhammer in Grünberg, das Blechwalzwerk in Unterlind (heute zu Mehlmeisel gehörend), fünf Frischfeuer in Ebnath, Mitter-, Ober- und Unterlind sowie in Selingau und noch ein Blaufeuer in Ebnath, der sogenannte Schenkelhammer.